# ويكي واند

شعار ويكي واند

ويكي واند (بالإنجليزية: Wikiwand)‏ هي واجهة برنامج وضِّع لعرض مواد ومقالات ويكيبيديا.

## تاريخ
تأسست ويكي واند سنة 2013 من قبل ليور جروسمان وايلان وين. وأُطلِقت رَسمِياً سنة 2014. وتتضمّن الواجهة قائمة شريط جانبي، وشريط تصفح، وصلات للُغات أخرى، وأسلوب طباعة جديد، وإمكانية الحصول على معاينة للمقالة الأصلية. ويتم عرض قائمة المحتويات باستمرار على الجانب الأيسر.
قام غروسمان بتطويره للتغلب على الإحباط خلال تصفُح ويكيبيديا، بحجة أن: «من غير المنطقي لنا أن خامس موقع أكثر شعبية في العالم، وتستخدم من قِبل نِصف مليار نسمة، لديه واجهة لم يتِم تَحدِيثها مُنذ أكثر من عقد. ولقد وجدنا واجهة ويكيبيديا مزدحمة وصعبة القراءة (بكتل كبيرة ونصوص صغيرة)، كذلك من الصعب التنقل، وتفتقِر إلى شروط الاستخدام المثالي».
التبرعات التتي تتلقاها «ويكي واند» تصل إلى الشركة الأم الإسرائيلية المسماة Wikipele Ltd.

## الوفرة التقنية
ويكي واند قام بجمّع 600,000 $ لدعم تحسين واجهة ويكي واند. مُتاح في كروم وسفاري وفايرفوكس وكذلك عبر الموقع الرسمي لويكي واند. وتأمل الشركة في تحقيق دخل مادي من المُنتج من خلال دمّج الإعلانات المُتعلقة بالكُتب المدرسية والفصول الدراسية. وذكرت أنها تعتزم التبرع بنسبة 30٪ من أرباحها لمؤسسة ويكيميديا.
في مارس 2015، أصدرت ويكي واند تطبيق لأجهزة آي فون مما يجعل من الأسهل لمُستخدمي الهواتف المتحركة للوصول إلى واجهة ويكيبيديا.

## وصلات خارجية
- الموقع الرسمي
- هذه المقالة على ويكي واند